# Bulgarije op de Olympische Zomerspelen 2020
Bulgarije was een van de deelnemende landen aan de Olympische Zomerspelen 2020 in Tokio, Japan.

## Medaillestand
| Medaille | Naam                                                                            | Sport                | Onderdeel             | Datum      |
| -------- | ------------------------------------------------------------------------------- | -------------------- | --------------------- | ---------- |
| Goud     | Ivet Goranova                                                                   | Karate               | -55kg (v)             | 5 augustus |
| Goud     | Stoyka Petrova                                                                  | Boksen               | vlieggewicht (v)      | 7 augustus |
| Goud     | Simona Dyankova Stefani Kiryakova Madlen Radukanova Laura Traets Erika Zafirova | Ritmische Gymnastiek | team (v)              | 8 augustus |
|          |                                                                                 |                      |                       |            |
| Zilver   | Antoaneta Boneva                                                                | Schietsport          | 10m luchtpistool (v)  | 25 juli    |
|          |                                                                                 |                      |                       |            |
| Brons    | Taybe Yusein                                                                    | Worstelen            | -62kg vrije stijl (v) | 4 augustus |
| Brons    | Evelina Nikolova                                                                | Worstelen            | -57kg vrije stijl (v) | 5 augustus |

## Atleten
Hieronder volgt een overzicht van de atleten die zich kwalificeerden voor deelname aan de Olympische Zomerspelen 2020.
| sport         | Mannen | Vrouwen | totaal |
| ------------- | ------ | ------- | ------ |
| Atletiek      | 1      | 4       | 5      |
| Badminton     | 0      | 3       | 3      |
| Boksen        | 1      | 2       | 3      |
| Judo          | 2      | 1       | 3      |
| Gymnastiek    | 1      | 7       | 8      |
| Gewichtheffen | 2      | 0       | 2      |
| Kanovaren     | 0      | 1       | 1      |
| Karate        | 0      | 1       | 1      |
| Schietsport   | 0      | 3       | 3      |
| Tafeltennis   | 0      | 1       | 1      |
| Worstelen     | 2      | 4       | 6      |
| Zwemmen       | 4      | 1       | 5      |
| totaal        | 14     | 28      | 42     |

## Sporten

### Atletiek
Mannen
Technische nummers
| atleet          | onderdeel    | kwalificaties | kwalificaties | finale         | finale         |
| atleet          | onderdeel    | afstand       | rang          | afstand        | rang           |
| --------------- | ------------ | ------------- | ------------- | -------------- | -------------- |
| Tikhomir Ivanov | hoogspringen | 2,17          | 26            | niet geplaatst | niet geplaatst |

Vrouwen
Loopnummers
| atlete        | onderdeel | series | series | kwartfinale | kwartfinale | halve finale   | halve finale   | finale         | finale         |
| atlete        | onderdeel | tijd   | rang   | tijd        | rang        | tijd           | rang           | tijd           | rang           |
| ------------- | --------- | ------ | ------ | ----------- | ----------- | -------------- | -------------- | -------------- | -------------- |
| Inna Eftimova | 100 m     | bye    | bye    | 11,46       | 6           | niet geplaatst | niet geplaatst | niet geplaatst | niet geplaatst |
| Inna Eftimova | 200 m     | 23,42  | 5      | n.v.t.      | n.v.t.      | niet geplaatst | niet geplaatst | niet geplaatst | niet geplaatst |
| Ivet Lalova   | 200 m     | 23,39  | 5      | n.v.t.      | n.v.t.      | niet geplaatst | niet geplaatst | niet geplaatst | niet geplaatst |

Technische nummers
| atlete           | onderdeel          | kwalificaties | kwalificaties | finale         | finale         |
| atlete           | onderdeel          | afstand       | rang          | afstand        | rang           |
| ---------------- | ------------------ | ------------- | ------------- | -------------- | -------------- |
| Gabriela Petrova | hink-stap-springen | 13,79         | 22            | niet geplaatst | niet geplaatst |
| Mirela Demireva  | hoogspringen       | 1,95          | 14 Q          | 1,93           | 12             |

### Badminton
Vrouwen
| atleet                         | onderdeel  | groepsfase                                 | groepsfase                      | groepsfase                                           | groepsfase | eliminatie           | kwartfinale          | halve finale         | finale / BM          | finale / BM |
| atleet                         | onderdeel  | tegenstander uitslag                       | tegenstander uitslag            | tegenstander uitslag                                 | rang       | tegenstander uitslag | tegenstander uitslag | tegenstander uitslag | tegenstander uitslag | rang        |
| ------------------------------ | ---------- | ------------------------------------------ | ------------------------------- | ---------------------------------------------------- | ---------- | -------------------- | -------------------- | -------------------- | -------------------- | ----------- |
| Linda Zechiri                  | enkelspel  | W Chen V (16-21, 22-20, 8-21)              | M Blichfeldt V (10-21, 3-21)    | n.v.t                                                | 3          | niet geplaatst       | niet geplaatst       | niet geplaatst       | niet geplaatst       | 15          |
| Gabriela Stoeva Stefani Stoeva | dubbelspel | Kim S-y / Kong H-y V (23-21, 21-12, 21-23) | Chen Q / Jia Y V (21–18, 21–15) | J Kittiharaku / R Prajongjai W (21-11, 16-21, 21-17) | 3          | n.v.t.               | niet geplaatst       | niet geplaatst       | niet geplaatst       | 9           |

### Boksen
Mannen
| atleet        | onderdeel    | eerste ronde         | tweede ronde         | kwartfinale          | halve finale         | finale               | rang           |                |
| atleet        | onderdeel    | tegenstander uitslag | tegenstander uitslag | tegenstander uitslag | tegenstander uitslag | tegenstander uitslag | rang           |                |
| ------------- | ------------ | -------------------- | -------------------- | -------------------- | -------------------- | -------------------- | -------------- | -------------- |
| Daniel Asenow | vlieggewicht | Girleanu W 5 - 0     | Escobar V 1 - 4      | niet geplaatst       | niet geplaatst       | niet geplaatst       | niet geplaatst | niet geplaatst |

Vrouwen
| atleet            | onderdeel    | eerste ronde           | tweede ronde           | kwartfinale          | halve finale           | finale                 | rang           |
| atleet            | onderdeel    | tegenstander uitslag   | tegenstander uitslag   | tegenstander uitslag | tegenstander uitslag   | tegenstander uitslag   | rang           |
| ----------------- | ------------ | ---------------------- | ---------------------- | -------------------- | ---------------------- | ---------------------- | -------------- |
| Stoyka Petrova    | vlieggewicht | Nguyen Thi Tam W 3 - 2 | Virginia Fuchs W 5 - 0 | Chang Yuan W 4 - 1   | Tsukimi Namiki W 5 - 0 | Buse Çakıroğlu W 5 - 0 | Goud           |
| Stanimira Petrova | vedergewicht | bye                    | Yeni Aria V 3 - 2      | niet geplaatst       | niet geplaatst         | niet geplaatst         | niet geplaatst |

### Gewichtheffen
Mannen
| atlete           | onderdeel | trekken | trekken | stoten | stoten | totaal | rang |
| atlete           | onderdeel | score   | rang    | score  | rang   | totaal | rang |
| ---------------- | --------- | ------- | ------- | ------ | ------ | ------ | ---- |
| Bozhidar Andreev | -73 kg    | 154     | 4       | 184    | 7      | 338    | 5    |
| Hristo Hristov   | -109 kg   | 189     | 3       | 219    | 6      | 408    | 5    |

### Gymnastiek

#### Turnen
Mannen
| atleet           | onderdeel | kwalificatie | kwalificatie | kwalificatie | kwalificatie | kwalificatie | kwalificatie | kwalificatie | kwalificatie | finale         | finale         | finale         | finale         | finale         | finale         | finale         | finale         |
| atleet           | onderdeel | toestel      | toestel      | toestel      | toestel      | toestel      | toestel      | totaal       | positie      | toestel        | toestel        | toestel        | toestel        | toestel        | toestel        | totaal         | positie        |
| atleet           | onderdeel | vloer        | voltige      | ringen       | sprong       | brug         | rekstok      | totaal       | positie      | vloer          | voltige        | ringen         | sprong         | brug           | rekstok        | totaal         | positie        |
| ---------------- | --------- | ------------ | ------------ | ------------ | ------------ | ------------ | ------------ | ------------ | ------------ | -------------- | -------------- | -------------- | -------------- | -------------- | -------------- | -------------- | -------------- |
| David Huddleston | meerkamp  | 12.433       | 11.000       | 12.200       | 14.000       | 13.166       | 11.466       | 74.265       | 59           | niet geplaatst | niet geplaatst | niet geplaatst | niet geplaatst | niet geplaatst | niet geplaatst | niet geplaatst | niet geplaatst |

#### Ritmisch
| atlete         | onderdeel   | kwalificatie | kwalificatie | kwalificatie | kwalificatie | kwalificatie | kwalificatie | finale         | finale         | finale         | finale         | finale         | finale         |
| atlete         | onderdeel   | hoepel       | bal          | knotsen      | lint         | totaal       | rang         | hoepel         | bal            | knotsen        | lint           | totaal         | rang           |
| -------------- | ----------- | ------------ | ------------ | ------------ | ------------ | ------------ | ------------ | -------------- | -------------- | -------------- | -------------- | -------------- | -------------- |
| Boryana Kaleyn | individueel | 24.100       | 25.800       | 26.600       | 19.150       | 95.650       | 8 Q          | 25.900         | 25.625         | 26.650         | 22.450         | 100.625        | 5              |
| Katrin Taseva  | individueel | 24.450       | 24.600       | 24.400       | 17.650       | 91.100       | 14           | niet geplaatst | niet geplaatst | niet geplaatst | niet geplaatst | niet geplaatst | niet geplaatst |

| atlete                                                                          | onderdeel | kwalificatie | kwalificatie         | kwalificatie | kwalificatie | finale   | finale               | finale | finale |
| atlete                                                                          | onderdeel | 5 ballen     | 3 knotsen, 2 hoepels | totaal       | rang         | 5 ballen | 3 knotsen, 2 hoepels | totaal | rang   |
| ------------------------------------------------------------------------------- | --------- | ------------ | -------------------- | ------------ | ------------ | -------- | -------------------- | ------ | ------ |
| Simona Dyankova Stefani Kiryakova Madlen Radukanova Laura Traets Erika Zafirova | team      | 47.500       | 44.300               | 91.800       | 1 Q          | 47.550   | 44.550               | 92.100 | Goud   |

### Judo
Mannen
| atleet           | onderdeel | eerste ronde         | tweede ronde               | derde ronde                     | kwartfinale          | halve finale         | herkansing           | finale / BM          | finale / BM    |
| atleet           | onderdeel | tegenstander uitslag | tegenstander uitslag       | tegenstander uitslag            | tegenstander uitslag | tegenstander uitslag | tegenstander uitslag | tegenstander uitslag | rang           |
| ---------------- | --------- | -------------------- | -------------------------- | ------------------------------- | -------------------- | -------------------- | -------------------- | -------------------- | -------------- |
| Yanislav Gerchev | −60 kg    | n.v.t.               | Lenin Preciado W 010–000   | Yang Yung-Wei V 010–000         | niet geplaatst       | niet geplaatst       | niet geplaatst       | niet geplaatst       | niet geplaatst |
| Ivaylo Ivanov    | −81 kg    | bye                  | Emmanuel Lucenti W 010-001 | Sharofiddin Boltaboev V 001-000 | niet geplaatst       | niet geplaatst       | niet geplaatst       | niet geplaatst       | niet geplaatst |

Vrouwen
| atleet          | onderdeel | eerste ronde         | tweede ronde            | derde ronde                | kwartfinale          | halve finale         | herkansing           | finale / BM          | finale / BM    |
| atleet          | onderdeel | tegenstander uitslag | tegenstander uitslag    | tegenstander uitslag       | tegenstander uitslag | tegenstander uitslag | tegenstander uitslag | tegenstander uitslag | rang           |
| --------------- | --------- | -------------------- | ----------------------- | -------------------------- | -------------------- | -------------------- | -------------------- | -------------------- | -------------- |
| Iveliena Ilieva | −57 kg    | n.v.t.               | Gofran Jelifi W 010–000 | Jessica Klimkait V 010–000 | niet geplaatst       | niet geplaatst       | niet geplaatst       | niet geplaatst       | niet geplaatst |

### Kanovaren
Vrouwen
Sprint
| atlete             | onderdeel | series | series | kwartfinale | kwartfinale | halve finale   | halve finale   | finale         | finale         |
| atlete             | onderdeel | tijd   | rang   | tijd        | rang        | tijd           | rang           | tijd           | rang           |
| ------------------ | --------- | ------ | ------ | ----------- | ----------- | -------------- | -------------- | -------------- | -------------- |
| Stanilia Stamenova | C-1 200 m | 48,477 | 4 KF   | 48,939      | 5           | niet geplaatst | niet geplaatst | niet geplaatst | niet geplaatst |

### Karate
Vrouwen
| Atleet        | Onderdeel | Groepsfase             | Groepsfase             | Groepsfase             | Groepsfase             | Groepsfase | Halve Finale           | Finale                 | Finale |
| Atleet        | Onderdeel | Tegenstander Resultaat | Tegenstander Resultaat | Tegenstander Resultaat | Tegenstander Resultaat | Rang       | Tegenstander Resultaat | Tegenstander Resultaat | Rang   |
| ------------- | --------- | ---------------------- | ---------------------- | ---------------------- | ---------------------- | ---------- | ---------------------- | ---------------------- | ------ |
| Ivet Goranova | –55 kg    | Tzu-yun W 5–2          | Özçelik W 5–1          | Bahmanyar W 5–2        | n.v.t.                 | 1 Q        | Plank W 4–3            | Terliuga W 5–1         | Goud   |

### Schietsport
Vrouwen
| atlete           | onderdeel         | kwalificaties | kwalificaties | finale         | finale         |
| atlete           | onderdeel         | punten        | rang          | punten         | rang           |
| ---------------- | ----------------- | ------------- | ------------- | -------------- | -------------- |
| Antoaneta Boneva | 10 m luchtpistool | 578           | 6             | 239.4          | Zilver         |
| Antoaneta Boneva | 25 m pistool      | 590           | 1             | 28             | 4              |
| Maria Grozdeva   | 25 m pistool      | 578           | 27            | niet geplaatst | niet geplaatst |
| Selin Ali        | trap              | 115           | 20            | niet geplaatst | niet geplaatst |

### Tafeltennis
Vrouwen
| atlete           | onderdeel | voorronde             | eerste ronde           | tweede ronde          | derde ronde          | vierde ronde         | kwartfinale          | halve finale         | finale / BM          | finale / BM    |
| atlete           | onderdeel | tegenstander uitslag  | tegenstander uitslag   | tegenstander uitslag  | tegenstander uitslag | tegenstander uitslag | tegenstander uitslag | tegenstander uitslag | tegenstander uitslag | rang           |
| ---------------- | --------- | --------------------- | ---------------------- | --------------------- | -------------------- | -------------------- | -------------------- | -------------------- | -------------------- | -------------- |
| Polina Trifonova | enkelspel | Sarah Hanffou W 4 - 1 | Sarah de Nutte W 4 - 3 | Xiao Xin Yang V 4 - 1 | niet geplaatst       | niet geplaatst       | niet geplaatst       | niet geplaatst       | niet geplaatst       | niet geplaatst |

### Worstelen
Mannen
Grieks-Romeins
| atlete           | onderdeel | eerste ronde           | kwartfinale                 | halve finale         | herkansing           | finale / BM          | finale / BM    |
| atlete           | onderdeel | tegenstander uitslag   | tegenstander uitslag        | tegenstander uitslag | tegenstander uitslag | tegenstander uitslag | rang           |
| ---------------- | --------- | ---------------------- | --------------------------- | -------------------- | -------------------- | -------------------- | -------------- |
| Aik Mnatsakanian | −77 kg    | Božo Starčević V 3 - 1 | niet geplaatst              | niet geplaatst       | niet geplaatst       | niet geplaatst       | niet geplaatst |
| Kiril Milov      | −97 kg    | Cenk İldem W 3 - 1     | Mohammadhadi Saravi V 6 - 0 | niet geplaatst       | niet geplaatst       | niet geplaatst       | niet geplaatst |

Vrouwen
Vrije stijl
| atlete           | onderdeel | eerste ronde                 | kwartfinale                   | halve finale              | herkansing           | finale / BM               | finale / BM    |
| atlete           | onderdeel | tegenstander uitslag         | tegenstander uitslag          | tegenstander uitslag      | tegenstander uitslag | tegenstander uitslag      | rang           |
| ---------------- | --------- | ---------------------------- | ----------------------------- | ------------------------- | -------------------- | ------------------------- | -------------- |
| Miglena Seliška  | −50 kg    | Emilia Vuc W 6 - 0           | Sarah Hildebrandt V 12 - 2    | niet geplaatst            | niet geplaatst       | niet geplaatst            | niet geplaatst |
| Evelina Nikolova | −57 kg    | Jowita Wrzesień W 3 - 0      | Anastasia Nichita W 6 - 3     | Iryna Kurachkina V 11 - 0 | bye                  | Valeria Koblova W 5 - 0   | Brons          |
| Taybe Yusein     | −62 kg    | Laís Nunes W 4 - 1           | Bolortuya Khurelkhuu W 10 - 0 | Yukako Kawai V 3 - 2      | bye                  | Liubov Ovcharova W 10 - 0 | Brons          |
| Mimi Hristova    | −68 kg    | Meerim Dżumanazarowa V 7 - 5 | niet geplaatst                | niet geplaatst            | niet geplaatst       | niet geplaatst            | niet geplaatst |

### Zwemmen
Mannen
| atleet             | onderdeel         | series  | series | halve finale   | halve finale   | finale         | finale         |
| atleet             | onderdeel         | tijd    | rang   | tijd           | rang           | tijd           | rang           |
| ------------------ | ----------------- | ------- | ------ | -------------- | -------------- | -------------- | -------------- |
| Kaloyan Levterov   | 100 m rugslag     | 55,60   | 37     |                |                |                |                |
| Kaloyan Levterov   | 200 m rugslag     | 1.58,96 | 24     | niet geplaatst | niet geplaatst | niet geplaatst | niet geplaatst |
| Lyubomir Epitropov | 100 m schoolslag  | 1.00,71 | 32     | niet geplaatst | niet geplaatst | niet geplaatst | niet geplaatst |
| Lyubomir Epitropov | 200 m schoolslag  | 2.09,68 | 14 Q   | 2.10,33        | 15             | niet geplaatst | niet geplaatst |
| Antani Invanov     | 200 m vlinderslag | 1.56,36 | 20     | niet geplaatst | niet geplaatst | niet geplaatst | niet geplaatst |
| Antani Invanov     | 100 m vlinderslag | 52,25   | 29     | niet geplaatst | niet geplaatst | niet geplaatst | niet geplaatst |
| Josef Miladinov    | 100 m vlinderslag | 51,28   | 6 Q    | 51,06          | 4 Q            | 51,49          | 8              |

Mannen
| atleet        | onderdeel        | series  | series | halve finale   | halve finale   | finale         | finale         |
| atleet        | onderdeel        | tijd    | rang   | tijd           | rang           | tijd           | rang           |
| ------------- | ---------------- | ------- | ------ | -------------- | -------------- | -------------- | -------------- |
| Diana Petkova | 100 m schoolslag | 1.10,61 | 34     | niet geplaatst | niet geplaatst | niet geplaatst | niet geplaatst |
| Diana Petkova | 200 m wisselslag | 2.16,70 | 25     | niet geplaatst | niet geplaatst | niet geplaatst | niet geplaatst |